# Atysilla verhulsti
Atysilla verhulsti är en skalbaggsart som beskrevs av Louis Burgeon 1946. Atysilla verhulsti ingår i släktet Atysilla och familjen Melolonthidae. Inga underarter finns listade.